# Салтыков, Пётр Дмитриевич

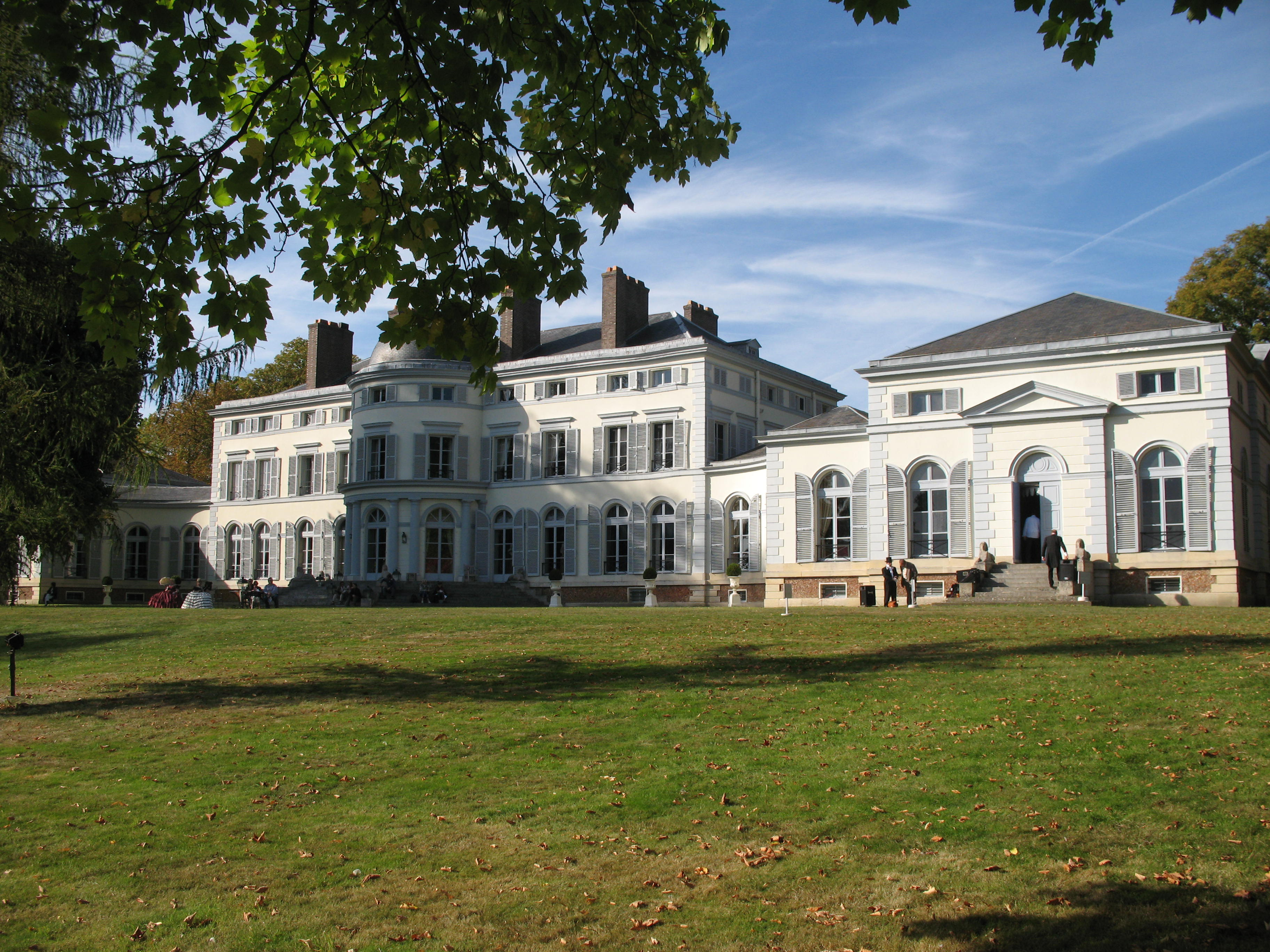
Усадьба князя Салтыкова в Груссе под Парижем

Светлейший князь Пётр Дми́триевич Салтыко́в (Pierre Soltikoff; 1804—1889) — один из крупнейших европейских коллекционеров XIX века. Внук Н. И. Салтыкова, брат А. Д. Салтыкова.

## Биография
Родился в семье князя Дмитрия Николаевича Салтыкова, по причине врождённой слепоты не способного к делам и службе, и его жены Анны, дочери баснописца Н. В. Леонтьева. После смерти матери главой семейства фактически стал его 13-летний старший брат Иван (1797—1832). Впоследствии князь Пётр признавался в письме к брату:
Ты мне не только друг, ты мой настоящий отец. Я тебе всем обязан. Всё, что я имею, всё, что я знаю, всё от тебя. Ты сделал моё состояние, ты меня научил рассуждать и быть счастливым. Не умею рассказать, а чувствую.
Выпущен из Пажеского корпуса в Лейб-Кирасирский Её Величества полк, откуда вскоре перевёлся в полк гусарский, где служили его братья. 30 января 1826 года женился на своей троюродной сестре Вере Фёдоровне Стемпковской (ум. 1838), за которой её дед, бывший московский генерал-губернатор Ю. В. Долгоруков, дал приданое в 3000 душ.
После смерти отца Пётр Салтыков испросил (05.01.1827) отставки «по домашним обстоятельствам», хотя продолжал числиться в статской службе коллежским асессором. Семья Салтыковых обосновалась у Красного моста в доме жены (наб. Мойки, 67). В эти счастливые годы у них родились два сына и дочь.
Овдовев, Салтыков предпочитал жить за границей, где у него было много друзей, и к 1840 году окончательно перебрался в Париж. Разделяя характерный для романтизма пиетет перед готическим искусством, Салтыков безраздельно посвятил себя коллекционированию шедевров средневекового искусства. К концу 1850-х гг. его коллекция средневековых западноевропейских древностей не имела себе равных в Европе. Для её размещения были приспособлены два особняка в центре французской столицы.
Коллекцию Салтыкова составляли изделия из стекла и слоновой кости, оружие, часы и рукописи. Не последнее место в ней занимали оружие и военные доспехи, отчасти полученные в наследство от братьев Ивана и Алексея. Известностью среди хорологов пользуется каталог часов XVI—XVII вв. из собрания Салтыкова, изданный в 1858 году.
В 1861 году князь Салтыков разорился и вынужден был начать распродажу своей коллекции. Торги проходили в доме Дрюо на протяжении четырёх недель. Всего с молотка ушло 1109 предметов. Собрание западноевропейского оружия приобрёл император Наполеон III, а восточное оружие — банкир барон Сельер, тут же перепродавший его императору Александру II для пополнения Царскосельского арсенала (ныне в Эрмитаже). Наиболее редкие и дорогие экспонаты ушли в Англию, где легли в основу средневековой коллекции создаваемого музея Виктории и Альберта. Немало ценных предметов смог выкупить парижский приятель Салтыкова — А. П. Базилевский.

Шедевры коллекции Салтыкова
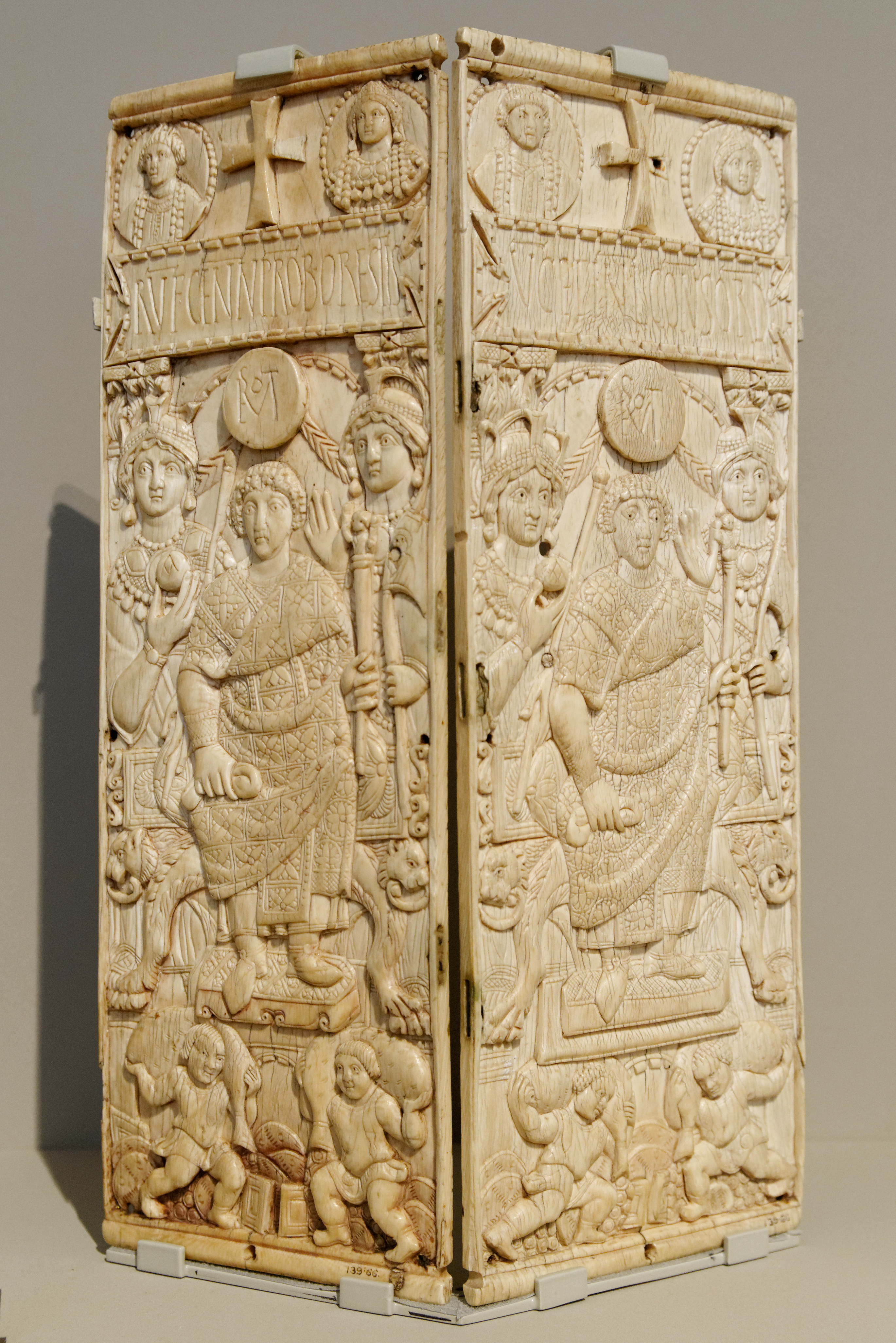
Консульский диптих Проба Ореста (сер. VI в.)
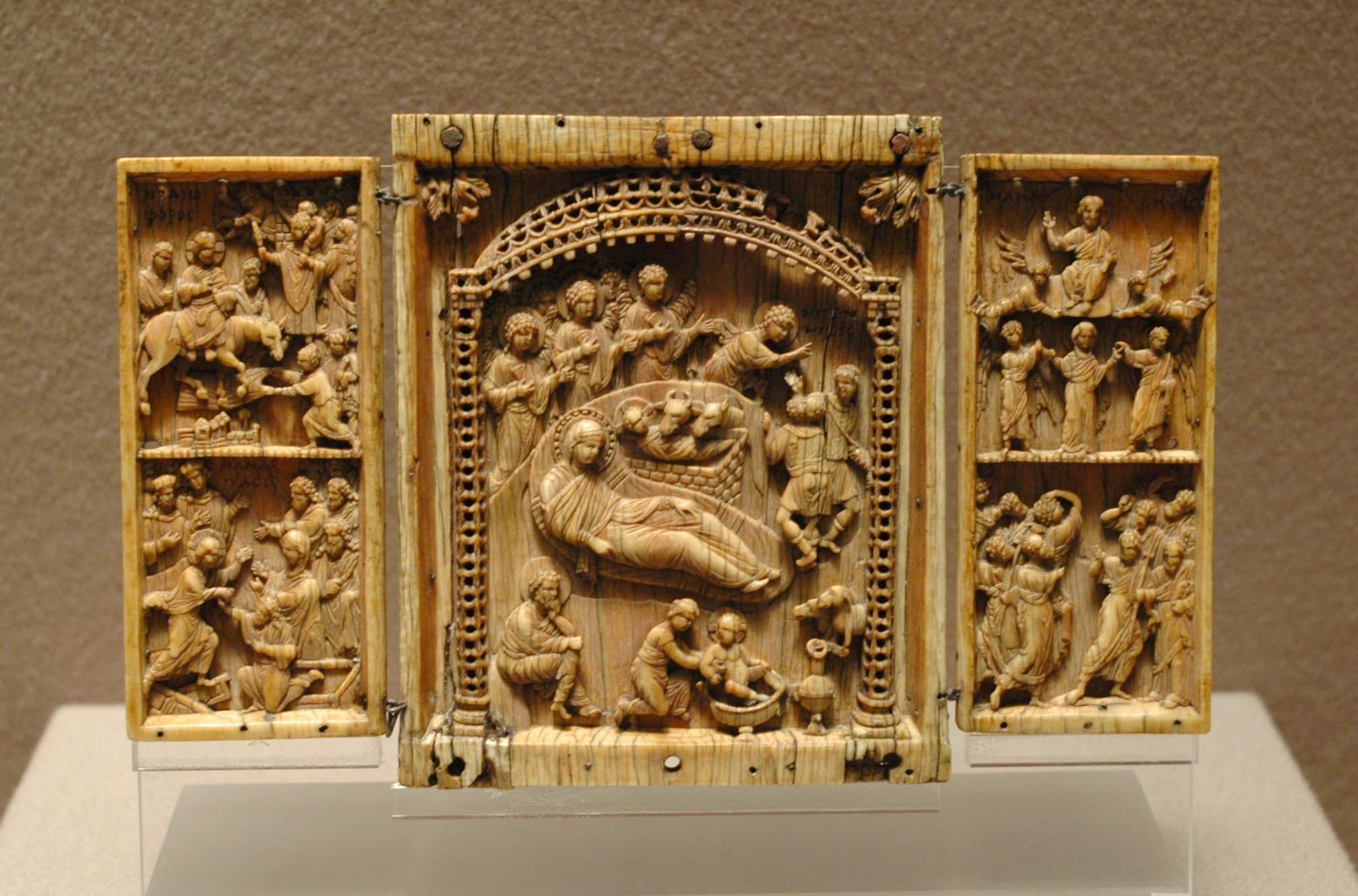
Триптих со сценами из жизни Христа (X век, Константинополь)
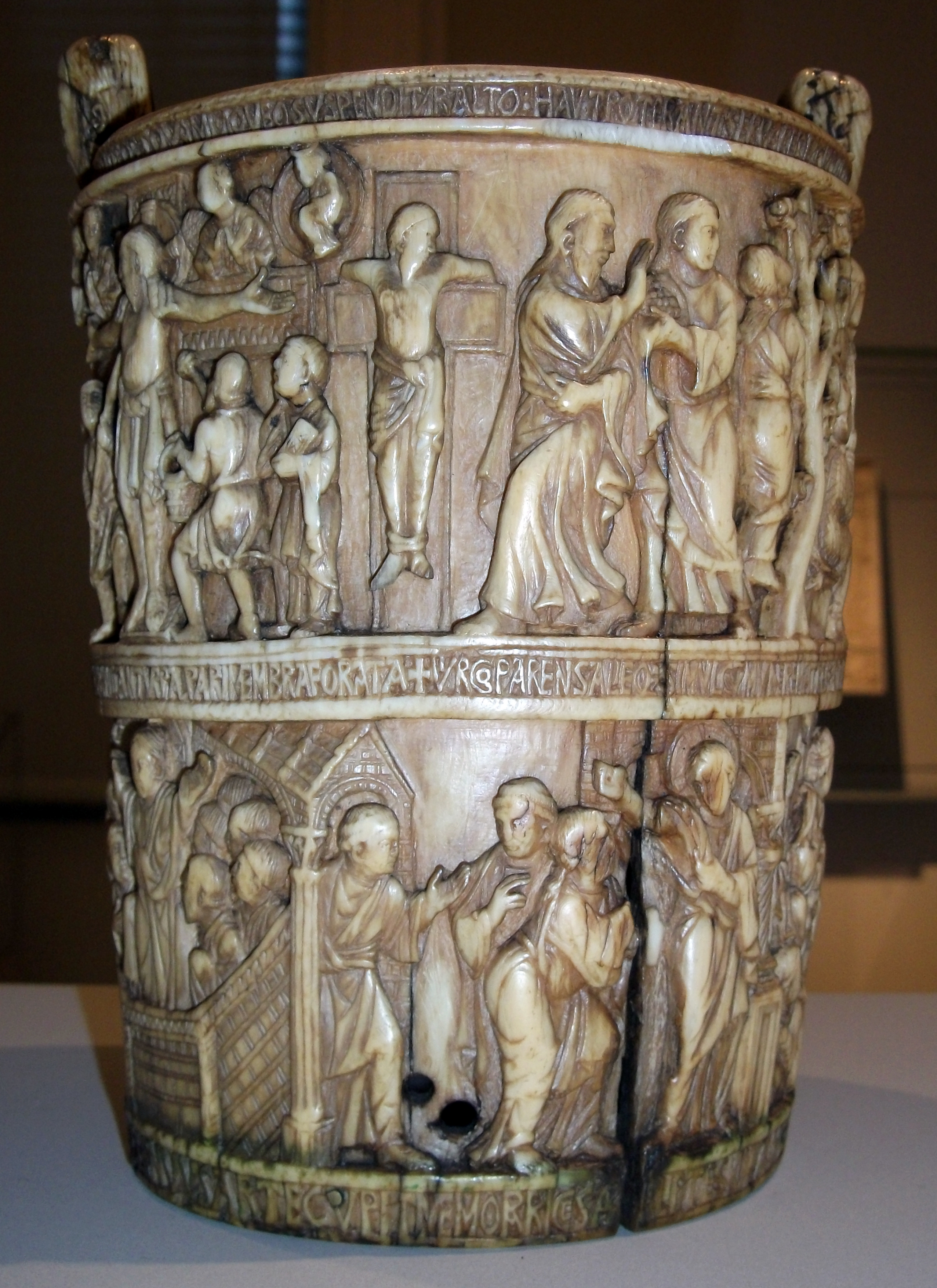
Ситула Базилевского (X век, Константинополь)
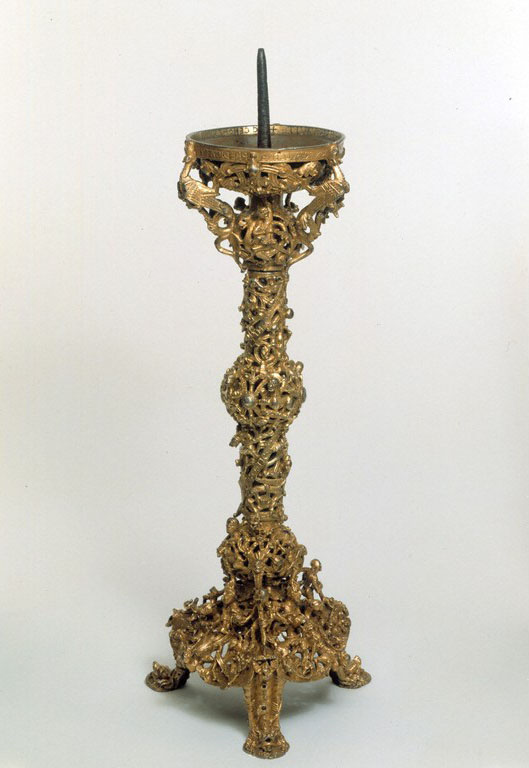
Глостерский подсвечник (нач. XII в., Англия)
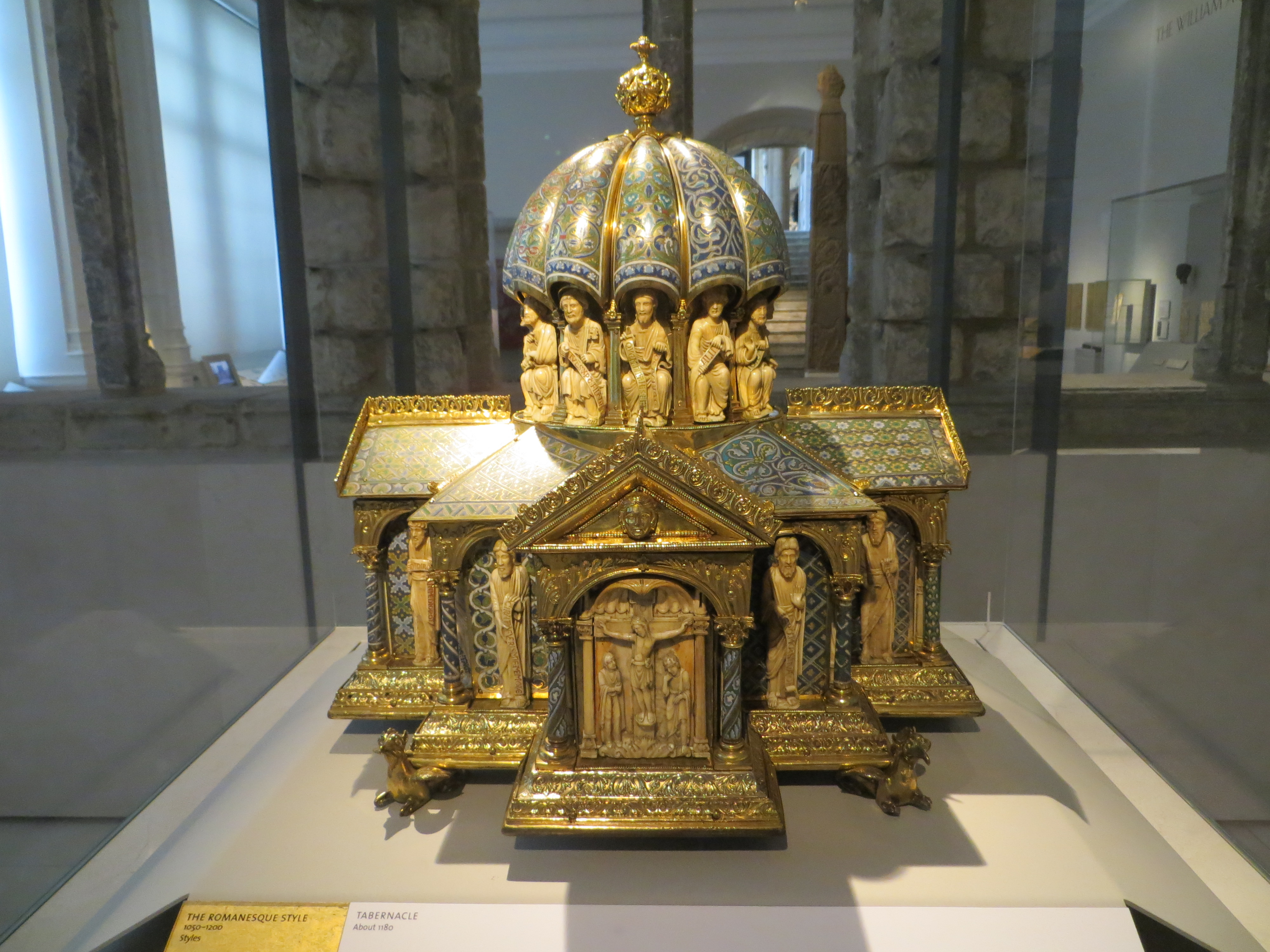
Реликварий из Элтенберга (сер. XII в., Германия)
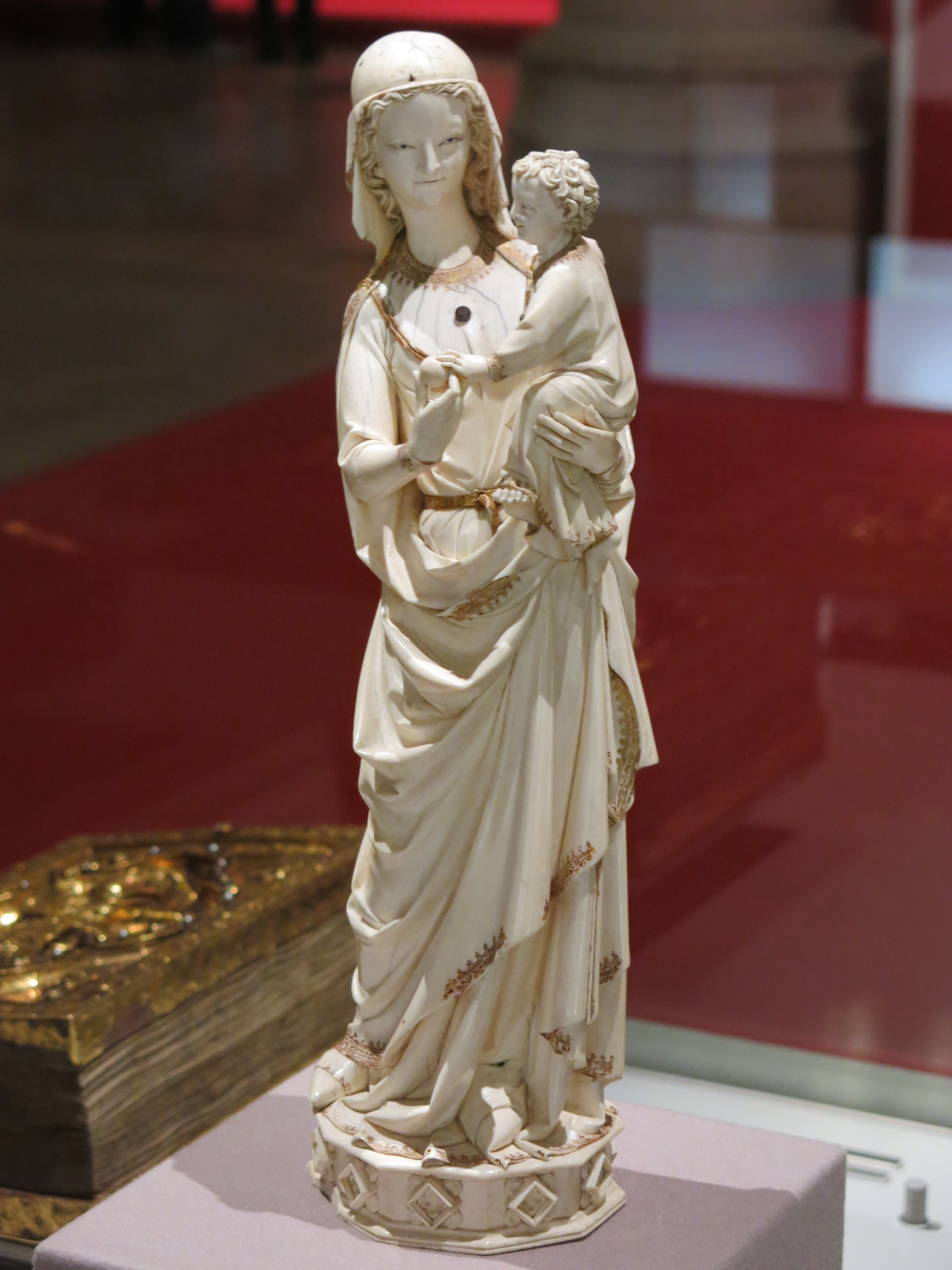
Мадонна из Сен-Шапели (сер. XIII в., Франция)
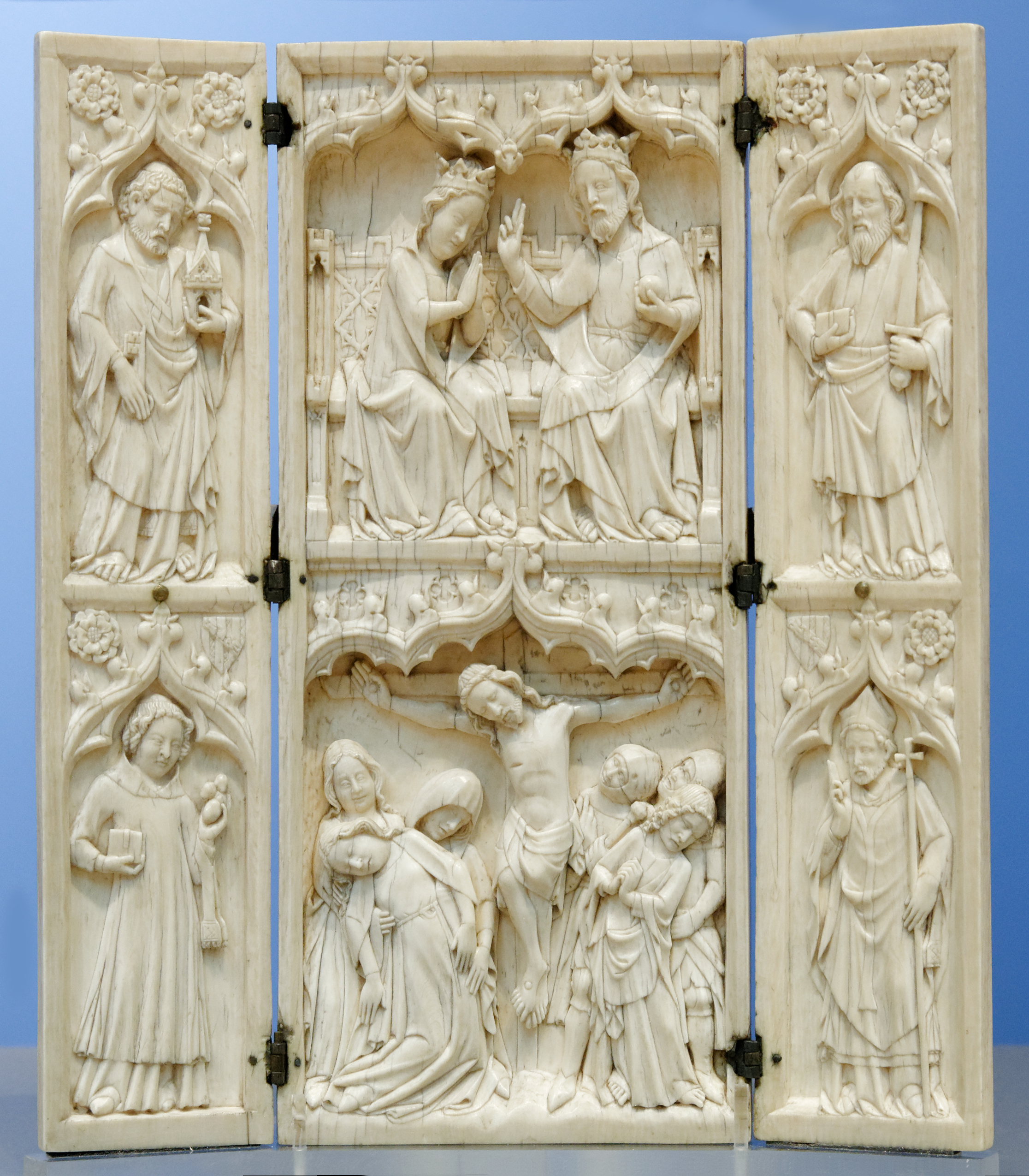
Триптих епископа Джона Грандиссона (сер. XIV в., Англия)
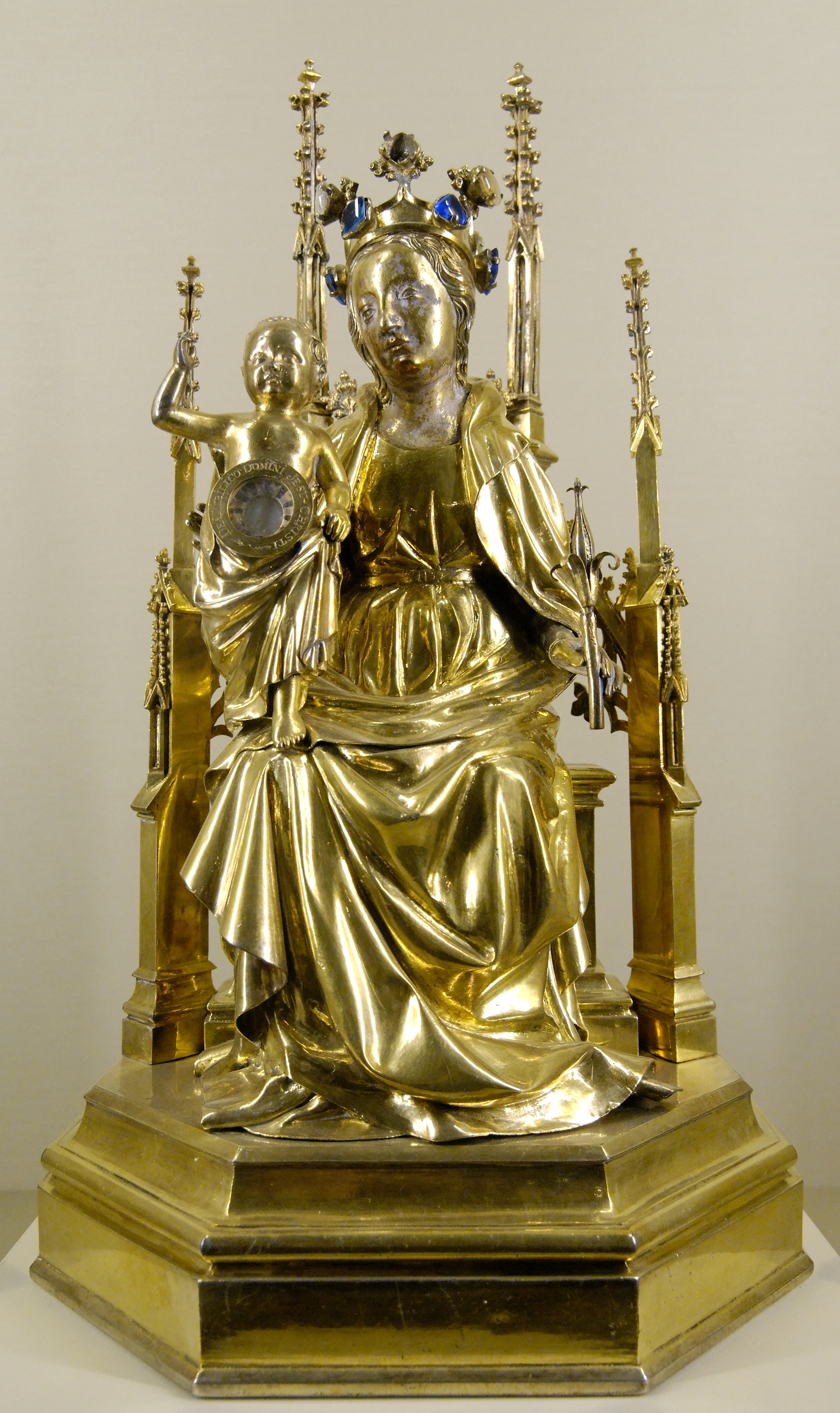
Реликварий для пуповины Христа (1407, Франция)

Разорённый и разочарованный, «князь коллекционеров», как его называли французские газетчики, приехал на родину, в родовое поместье Никольско-Архангельское. Впоследствии на салтыковских землях Подмосковья возник посёлок Салтыковка. Во второй половине 1860-х князь Салтыков вернулся в Париж, где 1 июля 1868 года сочетался браком с 46-летней графиней девицей Анриеттой Дюфур д’Аржвиль (Henriette Charlotte Dufourc d’Hargeville).

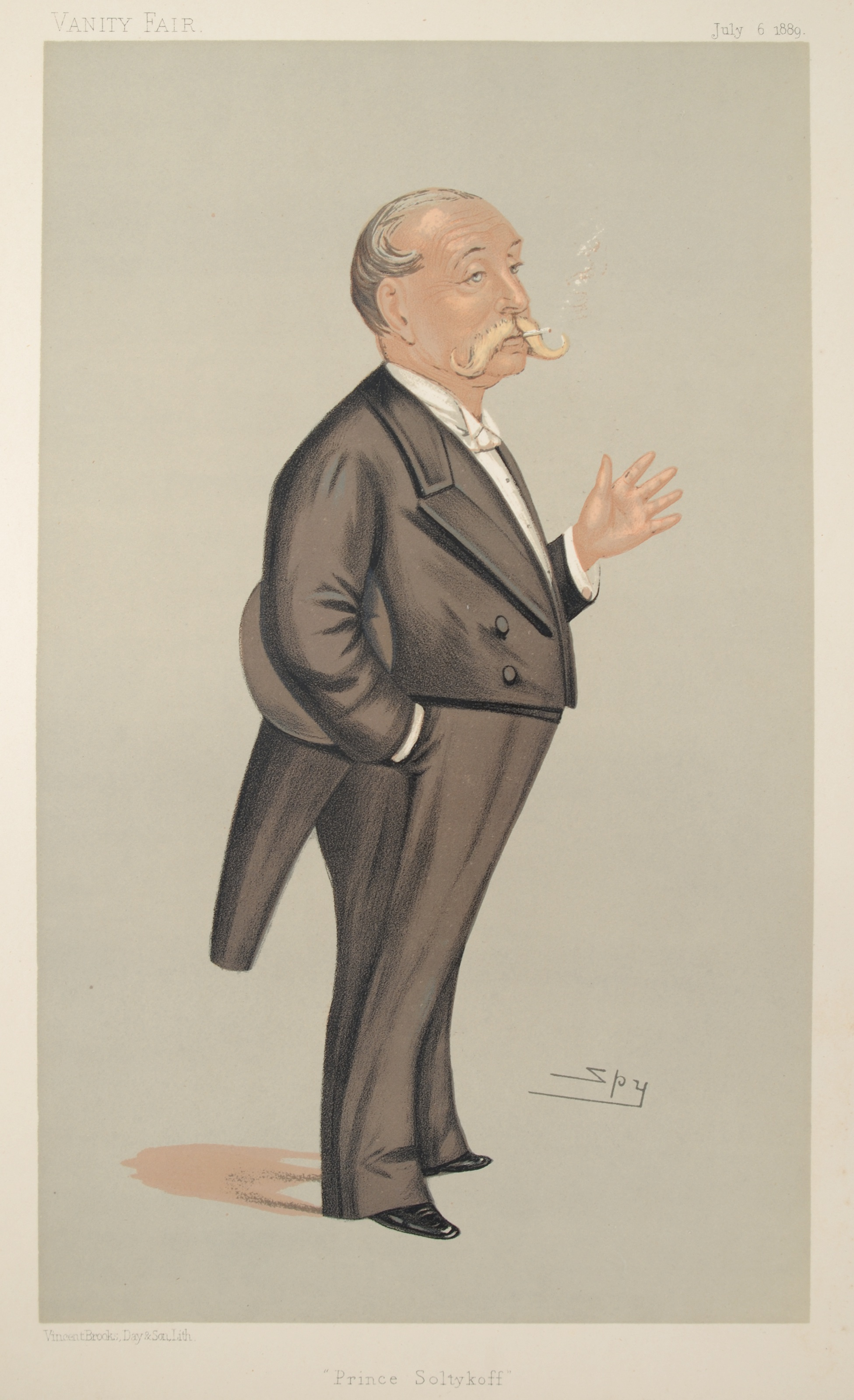
Дмитрий Салтыков на карикатуре из журнала Vanity Fair (1889)

В 1873 г. супруги приобрели под Парижем усадьбу Груссэ. Князь Салтыков достиг крайне преклонного возраста. На склоне лет подолгу жил у старшего сына в лондонском районе Мейфэр, в доме на Curzon Street, 41. Умер в Париже 24 февраля 1889 года и был похоронен на кладбище Монмартр. Княгиня Салтыкова пережила его на год.

## Дети
В первом браке князь Пётр Дмитриевич имел детей:
- Дмитрий Петрович (1827—08.11.1903), английский коннозаводчик и «лошадник», с 1867 года — член Английского жокей-клуба; был женат (с 20.09.1865, Лондон) на Елизавете Ивановне Яковлевой (1827—25.05.1872, Лондон от болезни легких), воспитанницы горнозаводчика Ивана Алексеевича Яковлева, получившей право его дочери императорским указом. Её отец известен тем, что после смерти Пушкина потребовал у его наследников выплатить карточный долг поэта в размере 6000 руб. В 1874 году Д. П. Салтыков основал в Ньюмаркете существующую поныне конюшню «Кремль» (The Kremlin)[8]. Его лошади неоднократно выигрывали престижнейшие скачки в Аскотe (Champion Stakes в 1889, Ascot Gold Cup в 1890 и т. д.). Знал всё британское высшее общество, включая королевскую чету[9]. В память о нём в Ньюмаркете проводятся скачки жеребцов (Soltykoff Maiden Stakes). Умер в Лондоне от воспаления легких, похоронен на кладбище Кенсал-Грин.
- Иван (1831—03.04.1906[10]), жил во Франции; за год до смерти женился на Амелии-Валентине Местр (1860—1940). Умер в Ницце от воспаления кишечника, похоронен в Париже.
- Наталья (1829—1860), фрейлина, с 30.04.1852[11] жена действительного статского советника Василия Аркадьевича Кочубея (1826-97), сына орловского губернатора.